# José Luis Echeverria
José Luis Echeverria Iceta (Biarritz, 11 de noviembre de 1911-Rentería, 11 de abril de 2005), fue un funcionario y político español. Llegó a ser alcalde de Rentería de 1957 a 1965 impulsando durante su mandato grandes proyectos urbanísticos en la villa.